# Benedicte Weis
Benedicte Weis (Luxemburg-Stad, 1949) is een Luxemburgs beeldhouwer en kunstschilder.

## Leven en werk
Weis studeerde beeldende kunst in Luxemburg en leerde wandtapijten maken bij Verena Geiser.
Benedicte Weis maakt beelden in brons, gietijzer, marmer en steen en kleurrijke schilderijen. Zowel in haar sculpturaal werk als in haar schilderijen speelt beweging een grote rol. In 1986 schreef de stad Luxemburg een wedstrijd uit voor beeldhouwkunst op een plein in de nabijheid van het Théâtre des Capucins. Weis won met haar ontwerp van een voorstelling uit het middeleeuwse theaterleven met een vuurspuwer, acrobaten en dansende mensen. De beelden werden in Italië in brons gegoten en in 1987 geplaatst. In 2010 ontving ze de Cultuurprijs van de gemeente Hesperange.

## Enkele werken
- 1986-1987 Saltimbanques, beeldengroep op de Place du Théâtre, Luxemburg-Stad.
- 1990 sculptuur van groothertogin Charlotte van Luxemburg voor het hoofdkantoor van de Banque et Caisse d’Epargne de l’Etat aan de Place de Metz in Luxemburg-Stad.
- 1990 bronzen beeldhouwwerk voor de vergaderzaal van het gemeentebestuur van Hesperange.
- 1991 bronzen buste van groothertogin Charlotte voor de Raad van State van Luxemburg.
- 1995 stalen plastiek voor het stadspark in Hesperange.
- 1999 monument voor Victor Abens in Vianden.
- 2006 stalen plastiek voor de beeldentuin van Lieuwenshaff in Merscheid.

- Musée national d'archéologie, d'histoire et d'art: lkl004274